# Bošice
Obec Bošice (německy Boschitz) se nachází v okrese Prachatice, kraj Jihočeský, zhruba 6 km severovýchodně od Vimperka a 15 km severozápadně od Prachatic. Žije zde 378 obyvatel.

## Historie
První písemná zmínka o obci pochází z roku 1315.

## Pamětihodnosti
- Přírodní památka Mařský vrch, mrazovým zvětráváním vzniklé kamenné moře pod stejnojmenným vrcholem, asi 1¾ km jižně od obce

## Části obce
- Bošice
- Budilov
- Hradčany
- Záhoří